# Cocosvliegenpikker
De cocosvliegenpikker (Nesotriccus ridgwayi) is een zangvogel uit de familie Tyrannidae (tirannen). De oude Nederlandse naam is cocostiran. Deze vogel is genoemd naar de Amerikaanse ornitholoog Robert Ridgway. 

## Verspreiding en leefgebied
Deze soort is endemisch op Cocoseiland, een onbewoond eiland in de Grote Oceaan nabij Costa Rica.

## Status
De grootte van de populatie wordt geschat op 6000-15.000 volwassen vogels. De trend is stabiel maar omdat deze vogel een erg klein verspreidingsgebied heeft is de status kwetsbaar op de Rode lijst van de IUCN.